# Gonçalo Correia de Sá
Gonçalo Correia de Sá (1602), fidalgo da Casa Real, comendador da Ordem de Cristo, era filho de Salvador Correia de Sá nascido em 1540, dito posteriormente o Velho, primeiro capitão-mor do Rio de Janeiro, e de Vitória da Costa, nascida circa 1545. Outros historiadores o fazem filho da terceira esposa, D. Inês de Sousa.
Seu irmão Martim Correia de Sá se dedicou à política, sendo governador do Rio em dois períodos: 1602 a 1608 e 1623 a 1632.
Já Gonçalo foi sertanista desde 1596.
Acompanharam Salvador Correia de Sá a São Paulo em 1616 com o tio, Duarte Correia Vasqueanes, ocasião em que Gonçalo foi nomeado Capitão-Mor de São Vicente até 1620.
Em São Paulo casou com Esperança da Costa, filha de Francisco Machado.
Uma filha do casal, Vitória Correia de Sá, casaria mais tarde com D. Luis de Céspedes y Xeria, castelhano, nomeado pelo rei de Espanha governador do Paraguai partindo, em 8 de Junho de 1628, do Rio de Janeiro.
Ele recebeu do pai a sesmaria em Jacarepaguá em 1594.
Em 1625, Gonçalo ergueria a Capela de São Gonçalo do Amarante nas terras desse Engenho. Mais tarde, o Padre Manuel de Araújo construiria, no alto da Pedra do Galo, a igreja de Nossa Senhora da Pena. Então, lá embaixo, no lugar chamado Porta D'Agua, começaria a surgir o primeiro núcleo populacional de Jacarepaguá.
Até então, a viagem para Jacarepaguá era somente feita pelo mar, pela Barra da Tijuca e lagoas de Marapendi e Jacarepaguá. Os viajantes, todavia, ficavam na dependência de embarcações de algum calado, para enfrentar o mar. A fim de que esses pioneiros do século XVII pudessem levar a produção de seus engenhos e fazendas para a longínqua Freguesia de São Sebastião do Rio de Janeiro com mais facilidade, foram abertos caminhos que deram origens aos atuais logradouros. As mercadorias atravessavam o Vale do Marangá (atual região da Praça Seca) até o porto fluvial de Irajá (local onde surgiu a Freguesia de Irajá). Daí seguiam em pequenos barcos pelo Rio Irajá e Baía da Guanabara para atingir o cais da atual Praça XV.